# Tamar Malca
Tamar Malca (23 de junio de 2000) es una deportista israelí que compite en judo. Ganó una medalla de bronce en el Campeonato Europeo de Judo de 2024, en la categoría de –48 kg.

## Palmarés internacional
| Campeonato Europeo | Campeonato Europeo | Campeonato Europeo | Campeonato Europeo |
| Año                | Lugar              | Medalla            | Categoría          |
| ------------------ | ------------------ | ------------------ | ------------------ |
| 2024               | Zagreb (Croacia)   | Medalla de bronce  | –48 kg             |